# 6 Рыси b
6 Ры́си b (6 Lyn b, 6 Lyncis b) — экзопланета в созвездии Рыси, обращающаяся вокруг оранжевого гиганта 6 Рыси спектрального класса K0IV, который расположен на расстоянии примерно в 186 световых лет от Солнца. Представляет собой газовый гигант. Экзопланета имеет минимальную массу в 2,4 масс Юпитера и орбитальный период в 899 дней, или 2,46 года. Большая полуось орбиты этой планеты составляет 2,2 а. е. с 1,9 а. е. в перицентре и 2,5 а. е. в апоцентре. Эксцентриситет орбиты равен 0,134.
Экзопланета была открыта группой японских астрономов под руководством Сато (Bun’ei Sato) в 2008 году методом доплеровской спектроскопии. Всего этой группой было открыто три массивные планеты у трёх оранжевых гигантов: 14 Андромеды, 6 Рыси и 81 Кита. Все эти звёзды на пределе видимости видны невооружённым глазом.